# Scrobipalpa wiltshirei obrteliana
Scrobipalpa wiltshirei obrteliana é uma subespécie de insetos lepidópteros, mais especificamente de traças, pertencente à família Gelechiidae.
A autoridade científica da subespécie é Povolný, tendo sido descrita no ano de 1971.
Trata-se de uma subespécie presente no território português.